# Cífer
Cífer (korábban Biksárd) község Szlovákiában, a Nagyszombati kerületben, a Nagyszombati járásban.

## Fekvése
Nagyszombattól 10 km-re délnyugatra fekszik, Dajta és Pusztapát tartozik hozzá.

## Története
A 19. század 60-as és 70-es éveiben feltárt régészeti leletek tanúsága szerint a község területén a korai kőkorszaktól kezdve lakott volt. Ennek legjelentősebb emléke az a kisméretű, nőalakot ábrázoló agyagszobor, amely egyedülálló egész Közép-Európában. Az újkőkor időszakából mintegy 300 tárgy került elő, ezek itteni emberi településre utalnak. A korai bronzkorból öt csontvázas sírt ástak ki az i. e. 2. évezred időszakából. A leletek alapján feltételezhető, hogy a település a késő vaskorig folyamatosan lakott volt. Egyebek mellett a kerámiatárgyak változatos formái kerültek elő ebből a korszakból. A későbbi korból főként a kelták hagyták itt névjegyüket. A római korban e területen főként germán törzsek laktak, településüknek gazdag leletei kerültek elő. Az 1. és a 4. század közötti időszakban kvád település volt itt. A község területén feltárt 4. századi római épületmaradványokat egyes régészek római őrállomásként, az újabb kutatások alapján mások viszont kvád előkelőség rezidenciájaként azonosítják. Ugyancsak megtalálhatók voltak a 6. század elején érkezett szláv törzsek településének nyomai.
A falu első írásos említése 1291-ből, az esztergomi káptalan okleveléből származik, amelyben az elefánti uradalom felosztásról rendelkezik. Egy 1322-es oklevél újabb adatokat tartalmaz az elefánti nemesek birtokairól, amelyek között Cífer is szerepel. Később a pozsonyi váruradalom részeként említik. A község Szent Mihály temploma ekkor már állt, valószínűleg a 13. század második felében épült. Később elpusztult és újat kellett építeni helyette. 1427-ben a Födémesi családbeliek fizették ki özv. Checheni Katalin itteni hitbérét. 1529-ben a Bécs körül portyázó török sereg fosztotta ki a falut, később is érték török rajtaütések. A 16. században délről a török elől menekülő horvát népcsoportok érkeztek a községbe. A Bocskai-felkelés alatt a falu majdnem elnéptelenedett a hadak pusztításai miatt, 1605-ben csak két háza állt. 1638. március 12-én egy tűzvészben porig égett a település. A 18. század második felére kiheverte a korábbi megpróbáltatásokat. Lakói mezőgazdasággal, kereskedelemmel, szeszfőzéssel, kézművességgel foglalkoztak. Nagyszámú zsidó is élt a községben, akiknek saját zsinagógájuk és iskolájuk volt. A katolikus iskola 1827-ben létesült. 1837 és 1846 között megépült a Pozsony–Nagyszombat–Szered lóvasút, amely érintette Cífert is. A század végén a Felső-majorban szeszfőzde működött.
A 19. század közepén Fényes Elek szerint „Czifer, tót mező-város, Pozson most F.-Nyitra vgyében, a Pozsontól Nagy-Szombatba vivő országutban. Nagy-Szombathoz 1 1/2 órányira. Lakja 860 kath., 260 zsidó. Kath. paroch. templom. Synagóga. Ékesiti az uraság csinos kastélya, kertje, s több gazdaságos épületei. Határja róna, szántóföldje sok és szép rozsot, buzát, zabot, árpát, kolompért terem; legelője szűk; rétjei jók. F. u. nagy részt gr. Zichy Károly, de birnak benne még egynehány nemesek is.”
Trianonig Pozsony vármegye Nagyszombati járásához tartozott.

## Népessége
| Év:            | 1994. | 2004.   | 2014.   | 2024.    |
| -------------- | ----- | ------- | ------- | -------- |
| Emberek száma: | 3765  | 3837    | 4142    | 4886     |
| Eltérés:       |       | +1,91 % | +7,94 % | +17,96 % |

| Év:            | 2023. | 2024.   |
| -------------- | ----- | ------- |
| Emberek száma: | 4832  | 4886    |
| Eltérés:       |       | +1,11 % |

1910-ben 1827 lakosából 1589 szlovák, 187 magyar, 48 német és 3 egyéb anyanyelvű volt.
2001-ben 3806 lakosából 3753 szlovák volt.
2011-ben 4025 lakosából 3854 szlovák volt.

## Nevezetes személyek
- Itt született 1816. július 14-én Zichy Antónia, Batthyány Lajos (miniszterelnök) felesége
- Itt született 1857. szeptember 28-án Mahler Ede magyar-osztrák orientalista, csillagász, természettudós, régész, egyiptológus, az ELTE egyiptológia tanszékének alapítója, az MTA levelező tagja
- Itt született 1866. augusztus 12-én Mahler Gyula orvos, előbbi testvéröccse
- Itt született 1886. január 27-én Kanizsai Dezső magyar gyógypedagógus
- Itt hunyt el 1839-ben Kubányi József római katolikus plébános
- Itt hunyt el 1876-ban Zichy Károly gróf, királyi kamarás, Zichy Antónia és Zichy Karolina apja